# ESO 540-030
 ESO 540-030  هي مجرة قزمة خافتة تقع في كوكبة معمل النحات. مظهرها عبارة عن تشتت ضخم من النجوم الخافتة. تبعد المجرة حوالي 11 مليون سنة ضوئية من الأرض ومن الصعب رصدها بسبب المجرات التي تقع وراء ESO 540-030 ووجود خمسة نجوم ساطعة بين المجرة والنظام الشمسي.

## وصلات خارجية
- ESO 540-030 على موقع ويكي سكاي: DSS2, SDSS, GALEX, IRAS, Hydrogen α, X-Ray, Astrophoto, Sky Map, Articles and images